# デュルヴァンゲン
デュルヴァンゲン (ドイツ語: Dürrwangen) は、ドイツ連邦共和国バイエルン州ミッテルフランケンのアンスバッハ郡に属す市場町。

## 地理

### 位置
デュルヴァンゲンは、アンスバッハ郡の南西部、大規模郡都市ディンケルスビュールや郡所属市フォイヒトヴァンゲンの近くに位置する（それぞれ約8km）。領域の大部分はヴェルニッツ川とズルツバッハ川という2つの渓谷の間の高台にあり、町域東部がズルツバッハ渓谷に属す。中心地のデュルヴァンゲン地区は、わずかにズルツバッハ川の東岸にまで町域を広げているが、それ以外は、この川がフォイヒトヴァンゲンとの境界になっている。
町域の総面積2,302.62haの内訳は以下の通り
- 森林: 1,004.58ha
- 農地: 978.31ha
- 水域: 56.54ha
- 道路、公園: 125.21ha
- 住宅地: 52.41ha
- その他: 51.91ha

### 隣接する市町村
デュルヴァンゲンに隣接する市町村は、北から時計回りに、郡所属市フォイヒトヴァンゲン、市場町デントライン・アム・フォルスト、町（または村）ラングフルト、大規模郡都市ディンケルスビュール、市場町ショプフロッホである。

### 自治体の構成
この町は、公式には14の地区 (Ort) からなる。このうち小集落や孤立農場などを除く集落を以下に列記する。
- デュルヴァンゲン
- ハルスバッハ
- ハスラハ
- ヒルシュバッハ
- ホプフェンガルテン
- ラーバーツヴェント
- ノイゼス
- ズルツァハ

### 気候
1951年から1980年までの、年間平均気温は7.5℃、年間降水量は650mmである。

## 歴史
- 4 - 5世紀: おそらく、ズルツバッハ渓谷への入植が行われた。
- 6 - 7世紀: おそらく、ハルスバッハ地区に最初の教会が建設された。
- 9世紀: おそらく、デュルヴァンゲンの水城の最も古い部分（塔）が建設された。
- 1258年12月31日: "Durnewanc"として初めて文献上で言及された。ウルリヒ・フォン・ヴァーベルクがデュルヴァンゲン以外の所領をエッティンゲン伯ルートヴィヒ5世に譲渡。
- 1262年3月9日: デュルヴァンゲン城が初めて文献上で言及された。ウルリヒ・フォン・ヴァーベルクがデュルヴァンゲン城をアイヒシュテット司教に譲渡した。
- 1293年: ニュルンベルクおよびローテンブルクの王領代官ハインリヒ・フォン・ノルトベルクの兄弟にヴァルター・フォン・デュルヴァンゲンの名が記録されている。
- 1321年 - 1352年: 村の名を冠した貴族ハインリヒ・フォン・デュルヴァンゲンが代官を務めた。
- 1323年2月15日: "Halspach"の名が初めて文献上で言及された。ハルスバッハは、教会の村として記録されており、この頃からドイツ騎士団が定住し始めていた。
- 1342年: デュルヴァンゲンで礼拝堂が建造。現在のゴシック様式の教区教会聖女マリア教会の母体であると推測されている。
- 1433年 - 1796年: デュルヴァンゲンはエッティンゲン伯の統治下にあった。
- 1525年5月6日(?): ドイツ農民戦争、「エルヴェンガー団」によりデュルヴァンゲン城が破壊され、略奪された。
- 1630年4月3日: スウェーデン王グスタフ2世アドルフはティリー伯ヨハン・セルクラエスが率いる皇帝軍に勝利した後、ドイツ騎士団の所領を割譲した。デュルヴァンゲンは、エッティンゲン＝エッティンゲン伯家のプロテスタント派閥によりプロテスタントの教区が編成された。ハルスバッハにも同様の処置がなされ、デュルヴァンゲン、ハルスバッハの両集落はプロテスタント化された。
- 1634年8月27日: ネルトリンゲンの戦いでの皇帝軍の勝利により、デュルヴァンゲン、ハルスバッハおよびその周辺地域は再びカトリック化された。
- 1656年: 独立したハルスバッハ教区に司祭が赴任した。
- 1686年: デュルヴァンゲンのエッティンゲン伯夫人ロザリアが教会禄受領者となった。
- 1724年 - 1733年: エッティンゲン＝シュピールベルク伯アルブレヒトによって教会の塔が現在ある高さに拡張され、3つの新しい鐘が備え付けられた。
- 1796年: エッティンゲンとプロイセンとの領土交換により、プロイセン王国の旧アンスバッハ侯領に編入された。礼拝堂・教会禄はエッティンゲン＝シュピールベルク家に据え置かれ、現在もこの状態にある。
- 1806年5月24日: デュルヴァンゲン、ハルスバッハ、ハスラッハが、アンスバッハやディンケルスビュールおよびその周辺地域とともにバイエルン王国に編入された。
- 1833年3月15日: バイエルン国王ルートヴィヒ1世の裁可により、デュルヴァンゲンは独立した教区となり、ハルスバッハ教区から分離された。
- 1853年: 教会の身廊が500人分拡張された。
- 1884年: ズルツバッハ、ラバースヴァント、ラッペンホーフの集落が、ハルスバッハ教区からデュルヴァンゲン教区に移された。
- 1936年/1937年: 身廊が長堂建築に拡張され、近代装備が付与された。

## 行政

### 議会
議会は、首長を除き14名で構成される。

### 首長
第1首長はユルゲン・コンゾルケである。

### 紋章
図柄: 四分割。向かって左上は、銀地に3本の黒い横帯、ただし横帯は短く、左端から区画の途中まで、帯の先端は尖っている。向かって右上および左下は、赤地に銀のアンドレアスクロイツ（×印）。向かって右下は、銀地に3本の黒い縦帯、ただし縦帯は短く、下端から区画の途中まで、帯の先端は尖っている。

## 文化と見所

### 建築
波乱に富んだ歴史を持つこの市場町には多くの建造物が保存されている。
デュルヴァンゲン城
かつての水城は、デュルヴァンゲンに現存する最も古い建造物。主塔は、中世初期（おそらく9世紀頃）の建造と推測される。なお、かつての水城を取り囲んでいた水堀は埋め立てられてしまっているが、18世紀に砂岩の石材で造られた3連の弓状構造の石橋は良好な状態で保存されている。ピラスターを持つ4階建てのバロック建築である本館は、大火にみまわれた後、1720年から1724年に現在の形に建設された。1999年から2002年の修復の際に、寄木張りの床や化粧漆喰の天井を持つ古い部分は元通りに修復が成された。現在、この城には2軒のサービス会社が入居している。
デュルヴァンゲン地区のカトリック教区教会「汚れなきマリア」教会
デュルヴァンゲンの旧マリア教会は、1884年に教区教会「汚れなきマリア」教会に昇格した。それはデュルヴァンゲンが独立した教区となって51年後のことであった。ホール式教会の祭壇はおそらく14世紀、塔の基部は15世紀後半の建築と推測される。教会塔は、1724年に現在の高さまで拡張された。1853年の長堂は、何度も修復・拡張が繰り返された後、1936年から1937年に現在の形に完成した。この教会の特別な見所は、彫刻像を持つ主祭壇と、中廊正面の大きな絵画である。
デュルヴァンゲンの塔門
かつての防衛設備の塔門は、中世後期の建築である。ハーフティンバー様式の切妻造に化粧漆喰を施した建築。
デュルヴァンゲンの町役場
町役場は、1981年に修復されたこざっぱりとした建築である。3階建て寄棟造のこの建築は、18世紀後半に学校として造られたものである。1962年からデュルヴァンゲンの行政機構が利用している。
デュルヴァンゲン兵士記念礼拝堂
1777年に建てられたかつての「嘆きの礼拝堂」である。
ハルスバッハのカトリック教区教会「聖ペトロ＝パウロ」教会
アプスをもつ3つの中廊からなるバシリカ教会で、12世紀に建設され、1751年にバロック様式に改装された。墓地は、1754年に造られた高い防護壁に囲まれている。墓地の壁には、17世紀のオリーブ山の木彫がある。
歴史的水車
この他にも多くの古い建築や記念碑が点在する。

### 自然
デュルヴァンゲンは、多くの池が連なる静かで、丘陵や森に富んだ場所に位置している。町内を流れるズルツバッハ川は激しく蛇行している。

### スポーツ
デュルヴァンゲンには多くのスポーツクラブがある。

## 経済と社会資本
デュルヴァンゲンは、ロマンティック・フランケン観光連盟に加盟しており、またヘッセルベルク地区開発協会の一員でもある。

### 交通
町域の西、ショプフロッホで連邦道B25号線に接続する道が走っている。さらにその西には、南北に走る連邦アウトバーンA7号線（ウルム - ヴュルツブルク）がある。このアウトバーンの最寄りのインターチェンジは、ディンケルスビュール＝フィヒテナウまたはフォイヒトヴァンゲン西である。北には連邦道A6号線（ハイルブロン - ニュルンベルク）が東西に走っている。この最寄りのインターチェンジには、フォイヒトヴァンゲン北、アウラハ、ヘリーデンあるいはアンスバッハなどがある。長距離鉄道は、アンスバッハ駅から、シュトゥットガルト - ニュルンベルク線やヴュツブルク - インゴルシュタット線が利用可能である。最寄りの空港は、ニュルンベルク空港であるが、さらに小規模な空港としてディンケルスビュール＝ジンブロン空港がある。

### 地元企業
市場町デュルヴァンゲンは、大企業が進出しているわけではない。中心となるデュルヴァンゲン地区やハルスバッハ地区、ハスラッハ地区などに中小企業（主に手工業やサービス業）がある。とはいえ、労働人口の多くは他の自治体へ働きに行っており、町内の社会保険支払い義務者は、わずかに234人が登録されているだけである（2004年12月31日現在）。この他の小地区では、農業が主要な産業となっている。2005年現在、26の農業企業があり、そのうち2つの企業は50ha以上の農場を経営している。

## 引用
1. ↑  https://www.statistikdaten.bayern.de/genesis/online?operation=result&code=12411-003r&leerzeilen=false&language=de Genesis-Online-Datenbank des Bayerischen Landesamtes für Statistik Tabelle 12411-003r Fortschreibung des Bevölkerungsstandes: Gemeinden, Stichtag (Einwohnerzahlen auf Grundlage des Zensus 2011)
2. ↑  Bayerische Landesbibliothek Online